# Martin Kuijer
Martin Kuijer (Voorburg, 18 januari 1972) is een Nederlands jurist en raadsheer in de Hoge Raad der Nederlanden.
Na de middelbare school aan het Gymnasium Haganum te hebben voltooid studeerde Kuijer rechtsgeleerdheid aan de Universiteit Leiden van 1990 tot 1996. Hij was lid van Mordenate College, de studievereniging voor excellente rechtenstudenten opgericht door Hein Schermers, en studeerde enige tijd aan Sciences Po in Parijs. Ook was hij mede-organisator van het afscheidssymposium voor Schermers ten gelegenhede van diens emeritaat in 1994. Na zijn studie in Leiden behaalde hij een magister juris graad aan Trinity College, Oxford en was hij korte tijd werkzaam bij Pels Rijcken & Droogleever Fortuijn in Den Haag. In 1997 keerde hij weer terug naar de universiteit om een proefschrift te schrijven over de rechterlijke onafhankelijkheid in het licht van artikel 6 EVRM; hij promoveerde op 7 april 2004 bij Hein Schermers (inmiddels met emeritaat) en Rick Lawson (Schermers' opvolger) op The Blindfold of Lady Justice. Na zijn promotie werd Kuijer juridisch adviseur bij de afdeling wetgeving van het ministerie van Justitie, waar hij raadsadviseur mensenrechten werd. In die hoedanigheid was hij verantwoordelijk voor Nederlandse procedures bij het Europees Hof voor de Rechten van de Mens en verschillende VN-comités. In 2016 werd Kuijer benoemd tot juridisch adviseur van het ministerie, de functionaris die de politieke en ambtelijke leiding van het departement adviseert over politiek gevoelige en complexe kwesties.
Kort na zijn promotie werd Kuijer ook benoemd tot bijzonder hoogleraar mensenrechten aan de Vrije Universiteit Amsterdam, na het vertrek van Egbert Myjer naar het Europees Hof voor de Rechten van de Mens. Hij hield zijn oratie, getiteld Van Lawless naar een rechtmatige bestrijding van terrorisme op 23 maart 2005. Kuijer is sinds 1998 ook redactielid van het Nederlands Tijdschrift voor de Mensenrechten en was van 2014 tot 2019 redacteur van het Netherlands Yearbook of International Law. Sinds 2007 was hij daarnaast raadsheer-plaatsvervanger bij het Gerechtshof Arnhem (sinds 2013 Gerechtshof Arnhem-Leeuwarden).
Bij de verkiezing van een Nederlandse rechter voor het Europees Hof voor de Rechten van de Mens in 2017 stond Kuijer op de nominatie, net als zijn promotor Lawson; gekozen werd Jolien Schukking. Op 1 maart 2019 werd Kuijer door de Hoge Raad aanbevolen voor benoeming tot raadsheer per 1 januari 2020 in verband met het vertrek van Leo van Dorst. De Tweede Kamer nam de voordracht over en de benoeming volgde op 12 juli 2019. In verband met zijn functie als lid van de rechterlijke macht is Kuijer sinds 1 juli 2020 ook lid van het Permanent Hof van Arbitrage. Sinds 2017 is hij daarnaast plaatsvervangend lid van de Commissie van Venetië van de Raad van Europa; sinds 2023 volwaardig lid.
Bestuur van de Hoge Raad:
G. de Groot (president) · M.V. Polak · M.J. Kroeze ·  V. van den Brink · J. de Hullu · R.J. Koopman · M.E. van Hilten (vicepresidenten)

Eerste kamer:
G. de Groot · 
M.V. Polak · 
M.J. Kroeze (vzrs.) · 
A.E.B. ter Heide ·
F.J.P. Lock · 
G.C. Makkink · 
C.E. du Perron · 
F.R. Salomons · 
S.J. Schaafsma · 
C.H. Sieburgh · 
T.H. Tanja-van den Broek · 
K. Teuben · 
H.M. Wattendorff

Tweede kamer:
V. van den Brink · 
M.J. Borgers (vzrs.) · 
Y. Buruma · 
C. Caminada · 
J.C.A.M. Claassens · 
C.N. Dalebout · 
T. Kooijmans · 
M. Kuijer · 
A.E.M. Röttgering ·
A.L.J. van Strien ·
T.B. Trotman

Derde kamer:
M.E. van Hilten · 
J.A.R. van Eijsden (vzrs.) · 
M.T. Boerlage ·
P.A.G.M. Cools ·
E.F. Faase · 
M.W.C. Feteris · 
M.A. Fierstra · 
R.J. Koopman ·
E.N. Punt ·
A.E.H. van der Voort Maarschalk · 
J. Wortel

J.E.M. Polak (i.b.d.) · 
H.G. Sevenster (i.b.d.) · 
C.J. Borman (i.b.d.)

Parket:
F.W. Bleichrodt (procureur-generaal) · 
M.H. Wissink (plv. procureur-generaal) · 

Advocaten-generaal civiel:
B.F. Assink · 
R.H. de Bock · 
B.J. Drijber · 
T. Hartlief · 
F.F. Langemeijer (i.b.d.) · 
S.D. Lindenbergh · 
M.L.C.C. Lückers · 
G.R.B. van Peursem · 
E.B. Rank-Berenschot · 
G. Snijders · 
W.L. Valk · 
P. Vlas · 
E.M. Wesseling-van Gent 

Advocaten-generaal straf:
D.J.C. Aben · 
P.M. Frielink · 
A.E. Harteveld · 
E.J. Hofstee · 
B.F. Keulen · 
D.J.M.W. Paridaens · 
T.N.B.M. Spronken · 
P.C. Vegter (i.b.d.)

Advocaten-generaal belasting:
C.M. Ettema · 
R.L.H. IJzerman · 
R.E.C.M. Niessen · 
P.J. Wattel